# Luigi Cherubini

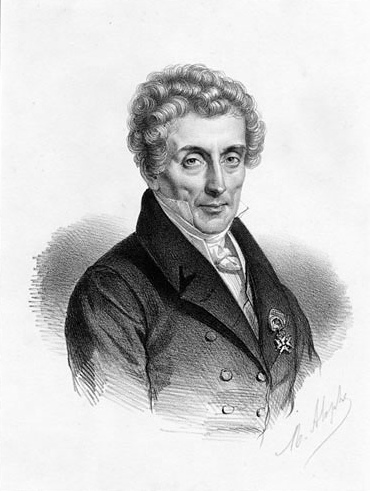
Luigi Cherubini (1760-1842)

Luigi Cherubini (n. 14 septembrie 1760, Florența, Marele Ducat de Toscana – d. 15 martie 1842, Paris, Franța) a fost un compozitor francez, de origine italiană.
A  compus operele: Lodoïska (1791), Eliza (1794), Sacagiul (1800), Medeea (1797), Anacreon (1803).
A mai scris cantate, o simfonie, cvartete de coarde, sonate pentru pian.
Este autorul unui curs de contrapunct și de fugă și al unei metode de canto.